# So sánh các trình duyệt web
Đây là bảng so sánh các trình duyệt web hiện đang chiếm ưu thế trên thị trường.
| Thị phần trong năm 2012                 |
| --------------------------------------- |
| Chrome: 29,03%                          |
| Internet Explorer: 22,54%               |
| Firefox: 19,26%                         |
| Safari: 15,59%                          |
| Android: 4,59%                          |
| Opera: 4,53%                            |
| Khác: 4,46%                             |
| Xem thêm: Danh sách các trình duyệt web |

## Chạy trên các hệ điều hành
Phép so sánh này phụ thuộc vào các trình duyệt được viết để chạy trên các hệ điều hành khác nhau, hiện nay nó được tính trên các hệ điều hành Windows, Linux, Unix, Mac OS, BSD.
| Trình duyệt                  | Windows        | Mac OS X         | Android | iOS    | BSD   | Unix        |
| ---------------------------- | -------------- | ---------------- | ------- | ------ | ----- | ----------- |
| Amaya                        | Có             | Có               | Không   | Không  | Có    | Có          |
| AOL Explorer                 | Có             | Không            | Không   | Không  | Không | Không       |
| Avant                        | Có             | Không            | Không   | Không  | Không | Không       |
| Camino                       | Không          | Có               | Không   | Không  | Không | Không       |
| Dillo                        | Một phần       | Có               | Không   | Không  | Có    | Có          |
| ELinks                       | Có             | Có               | Không   | Không  | Có    | Có          |
| Flock                        | Có             | Có               | Không   | Không  | Có    | Không       |
| Galeon                       | Không          | Có               | Không   | Không  | Có    | Có          |
| Google Chrome                | Có             | Có               | Có      | Có     | Không | Không       |
| iCab                         | Không          | Có               | Không   | Có     | Không | Không       |
| Internet Explorer            | Đi kèm         | Đã ngưng (5.2.3) | Không   | Không  | Không | Đã bỏ (5.0) |
| K-Meleon                     | Có             | Không            | Không   | Không  | Không | Không       |
| Konqueror                    | Một phần       | Có               | Không   | Không  | Có    | Có          |
| Links                        | Một phần       | Có               | Không   | Không  | Có    | Có          |
| Lynx                         | Có             | Có               | Không   | Không  | Có    | Có          |
| Maxthon                      | Có             | Có               | Có      | Có     | Không | Không       |
| Midori                       | Có             | Không            | Không   | Không  | Không | Không       |
| Microsoft Edge               | Đi kèm         | Không            | Không   | Không  | Không | Không       |
| Mozilla Firefox              | Có             | Có               | Có      | Có     | Có    | Có          |
| NetSurf                      | Đã ngưng (7.2) | Có               | Không   | Không  | Có    | Có          |
| OmniWeb                      | Không          | Có               | Không   | Không  | Không | Không       |
| Opera                        | Có             | Có               | Có      | Có     | Có    | Có          |
| e-Capsule TM Private Browser | Có             | Không            | Không   | Không  | Không | Không       |
| Safari                       | Đã bỏ (5.1.7)  | Đi kèm           | Không   | Đi kèm | Không | Không       |
| SeaMonkey                    | Có             | Có               | Không   | Có     | Có    | Có          |
| Shiira                       | Không          | Có               | Không   | Không  | Không | Không       |
| WorldWideWeb (NEXTSTEP only) | Không          | Không            | Không   | Không  | Không | Không       |
| w3m                          | Có             | Có               | Không   | Không  | Có    | Có          |
| Trình duyệt                  | Windows        | Mac OS X         | Android | iOS    | BSD   | Linux       |

## Phần bổ sung cho trình duyệt
Đây là các chức năng bổ sung cho trình duyệt được hỗ trợ bởi các nhà cung cấp trình duyệt chính thức (chứ không phải bên thứ ba)
| Trình duyệt                     | Quản lý bookmark | Quản lý download | Quản lý mật khẩu | Quản lý định dạng | Kiểm tra chính tả   | Thanh tìm kiếm | security-options separately settable per site |
| ------------------------------- | ---------------- | ---------------- | ---------------- | ----------------- | ------------------- | -------------- | --------------------------------------------- |
| Amaya                           | Không            | Không            | Có               | Không             | Có                  | Không          | ?                                             |
| AOL Explorer                    | Có               | Không            | Không            | Có                | Không               | Có             | ?                                             |
| Avant                           | Có               | Không            | Có               | Có                | Không Bản mẫu:Refun | Có             | ?                                             |
| Camino                          | Có               | Có               | Có               | Có                | Có                  | Có             | ?                                             |
| Dillo                           | Một phần         | Không            | Không            | Không             | Không               | Một phần       | ?                                             |
| ELinks                          | Có               | Có               | Có               | ?                 | Không               | Không          | ?                                             |
| Epiphany                        | Có               | Có               | Có               | Không             | Có                  | Có             | ?                                             |
| Flock                           | Có               | Có               | Có               | Có                | Có                  | Có             | Một phần Bản mẫu:Refun                        |
| Galeon                          | Có               | Có               | Có               | Không             | Không               | Có             | ?                                             |
| Google Chrome                   | Một phần         | Có               | Có               | Không             | Có                  | Có             | ?                                             |
| iCab                            | Có               | Có               | Có               | Có                | Không               | Có             | ?                                             |
| Internet Explorer Bản mẫu:Refun | Có               | Không            | Có               | Có                | Không Bản mẫu:Refun | Có             | Một phần Bản mẫu:Refun                        |
| Internet Explorer for Mac       | Có               | Có               | Có               | Có                | Có                  | Có             | ?                                             |
| K-Meleon                        | Có               | Không            | Có               | Có                | Không               | Có             | ?                                             |
| Konqueror                       | Có               | Có Bản mẫu:Refun | Có               | Có                | Có                  | Có             | ?                                             |
| Links                           | Có               | Có               | Không            | Không             | Không               | Không          | ?                                             |
| Lynx                            | Có               | Không            | Không            | Không             | Không Bản mẫu:Refun | Không          | ?                                             |
| Maxthon Bản mẫu:Refun           | Có               | Có               | Có               | Có                | Có                  | Có             | ?                                             |
| Midori                          | Không            | Không            | Không            | Không             | Không               | Có             | ?                                             |
| Mosaic                          | Có               | Không            | Không            | Không             | Không               | Không          | ?                                             |
| Mozilla                         | Có               | Có               | Có               | Có                | Có                  | Có             | Một phần Bản mẫu:Refun                        |
| Mozilla Firefox                 | Có               | Có               | Có               | Có                | Có                  | Có             | Một phần Bản mẫu:Refun                        |
| Netscape                        | Có               | Có               | Có               | Có                | Có                  | Có             | ?                                             |
| Netscape Browser                | Có               | Có               | Có               | Có                | ?                   | Có             | ?                                             |
| Netscape Navigator              | Có               | Không            | Không            | Không             | Không               | Không          | ?                                             |
| Netscape Navigator 9            | Có               | Có               | Có               | Có                | Có                  | Có             | ?                                             |
| OmniWeb                         | Có               | Có               | Có               | Có                | Có                  | Có             | Một phần Bản mẫu:Refun                        |
| Opera                           | Có               | Có               | Có               | Có Bản mẫu:Refun  | Có Bản mẫu:Refun    | Có             | Có                                            |
| e-Capsule TM Private Browser    | Có               | Có               | Có               | Có                | Không               | Có             | ?                                             |
| Safari                          | Có               | Có               | Có               | Có                | Có                  | Có             | ?                                             |
| SeaMonkey                       | Có               | Có               | Có               | Có                | Có                  | Có             | Một phần Bản mẫu:Refun                        |
| Shiira                          | Có               | Có               | Có               | Có                | Có                  | Có             | ?                                             |
| WorldWideWeb                    | Có               | Không            | Không            | Không             | Có                  | Không          | ?                                             |
| w3m                             | Có               | Không            | Không            | Không             | Không               | Không          | ?                                             |
| Trình duyệt                     | Quản lý bookmark | Quản lý download | Quản lý mật khẩu | Quản lý định dạng | Kiểm tra chính tả   | Thanh tìm kiếm | security-options separately settable per site |